# ديفيد إي. ستون
ديفيد إي. ستون (بالإنجليزية: David E. Stone)‏ هو محرر الصوت أمريكي، ولد في 11 ديسمبر 1947 في فيلادلفيا في الولايات المتحدة.

## وصلات خارجية
- ديفيد إي. ستون على موقع IMDb (الإنجليزية)
- ديفيد إي. ستون على موقع قاعدة بيانات الفيلم (الإنجليزية)